# Listen Without Prejudice Vol. 1
Az 1990-es Listen Without Prejudice Vol. 1 George Michael második nagylemeze. A Faith nemzetközi sikere után ez az album identitászavarban találta Michaelt, aki megpróbálta a komoly művész képét kialakítani, aki azonban  képes eladni magát. Az album címe azon vágyára utal, hogy komolyabban vegyék. A lemez végül nem érte el a várt sikert. Ennek ellenére szerepel az 1001 lemez, amit hallanod kell, mielőtt meghalsz című könyvben.
Ez volt az utolsó lemez Michaeltől, amelyen teljesen új anyaggal dolgozott, egészen a 2004-es Patience-ig. Az album sikertelensége vezetett Michael jogi harcáig a Sony Music-kal, amelyet azzal vádolt, hogy nem támogatták kellőképpen mint művészt.

## Az album dalai
|     | Cím                     | Szerző(k)                            | Hossz |
| --- | ----------------------- | ------------------------------------ | ----- |
| 1.  | Praying for Time        | George Michael                       | 4:41  |
| 2.  | Freedom! '90            | Michael                              | 6:30  |
| 3.  | They Won't Go When I Go | Stevie Wonder, Yvonne Wright         | 5:06  |
| 4.  | Something to Save       | Michael                              | 3:18  |
| 5.  | Cowboys and Angels      | Michael                              | 7:15  |
| 6.  | Waiting for That Day    | Mick Jagger, Michael, Keith Richards | 4:49  |
| 7.  | Mother's Pride          | Michael                              | 3:59  |
| 8.  | Heal the Pain           | Michael                              | 4:41  |
| 9.  | Soul Free               | Michael                              | 5:29  |
| 10. | Waiting (Reprise)       | Michael                              | 2:25  |

## Helyezések és minősítések
| Slágerlista (1991)                            | Legmagasabb helyezés |
| --------------------------------------------- | -------------------- |
| Ausztrália ARIA album listája                 | 2                    |
| Ausztria Top 40 album lista                   | 5                    |
| Kanada Top album lista                        | 6                    |
| Hollandia album listája                       | 2                    |
| Franciaország album listája                   | 2                    |
| Németország album listája                     | 7                    |
| Magyarország MAHASZ album lista               | 23                   |
| Japán album listája                           | 3                    |
| Új-Zéland album listája                       | 2                    |
| Norvégia album listája                        | 4                    |
| Spanyolország album listája                   | 2                    |
| Svédország album listája                      | 3                    |
| Svájc album listája                           | 3                    |
| Egyesült Királyság album listája              | 1                    |
| Amerikai Egyesült Államok Billboard 200 lista | 2                    |

| Ország                    | Minősítés       |
| ------------------------- | --------------- |
| Ausztria IFPI             | aranylemez      |
| Brazília                  | aranylemez      |
| Kanada                    | 2× platinalemez |
| Franciaország             | platinalemez    |
| Németország               | aranylemez      |
| Hollandia                 | platinalemez    |
| Spanyolország             | platinalemez    |
| Svájc                     | platinalemez    |
| Egyesült Királyság        | 4× platinalemez |
| Amerikai Egyesült Államok | 2× platinalemez |

## Közreműködők
- producer, ének – George Michael
- keverés, hangmérnök – Chris Porter
- dob, ütőhangszerek – George Michael, Danny Cummings, Ian Thomas
- basszusgitár – George Michael, Deon Estus
- gitár – George Michael, Phil Palmer
- billentyűk – Chris Cameron, George Michael, Anthony Patler
- zongora – Chris Cameron
- szaxofon – Andy Hamilton
- fúvósok hangszerelése – Chris Cameron, George Michael

## Fordítás
- Ez a szócikk részben vagy egészben a Listen Without Prejudice Vol. 1 című angol Wikipédia-szócikk ezen változatának fordításán alapul.  Az eredeti cikk szerkesztőit annak laptörténete sorolja fel. Ez a jelzés csupán a megfogalmazás eredetét és a szerzői jogokat jelzi, nem szolgál a cikkben szereplő információk forrásmegjelöléseként.